# Аласия
Аласия (Алашия – днешния Енгоми в Кипър) е древна държава на остров Кипър.
Аласия е крупен производител на мед и бронз в Източното Средиземноморие и просъществува от средата до края на 2 хилядолетие пр.н.е. След нея се въздига Китион.
Учените приемат, че Аласия е образувание на минойците на острова, след което попада под властта на морски народ – тевкрите. В Аласия се използвала кипърско-минойска писменост). Името е потвърдено от надписа „Аполон Аласиотски“ ("ΑΠΟΛ(Λ)ΩΝ ΤΩΙ ΑΛΑΣΙΩΤΑΙ"), разкрит върху пиедестала на статуя.